# Bibliothèque des ombres, première partie
Pour les articles homonymes, voir Bibliothèque des ombres.
Bibliothèque des ombres, première partie (Silence In The Library) est le huitième épisode de la quatrième saison de la deuxième série de la série télévisée de science-fiction britannique Doctor Who. Cet épisode et sa suite furent nommés en 2009 pour le prix Hugo du meilleur épisode de série, mais le gagnant fut Dr. Horrible's Sing-Along Blog.

## Accroche
LIe siècle, le Docteur et Donna se retrouvent dans un monde-bibliothèque qui a fermé ses portes il y a un siècle pour une raison mystérieuse.

## Distribution
- David Tennant : Le Docteur
- Catherine Tate : Donna Noble
- Alex Kingston : Professeur River Song
- Colin Salmon : Docteur Moon
- Eve Newton : La petite fille/CAL
- Mark Dexter : Le père
- Sarah Niles : Hôte de courtoisie 1
- Joshua Dallas : Hôte de courtoisie 2
- Jessika Williams : Anita
- Steve Pemberton : Strackman Lux
- Talulah Riley : Miss Evangelista
- O. T. Fagbenle : L'autre Dave
- Harry Peacock : Dave

## Résumé
L'épisode débute par la visite du Dr Moon chez une jeune fille. Celle-ci lui raconte la bibliothèque qu'elle peut voir dans son imagination. Tout à coup, Elle est bouleversée car elle découvre que quelqu'un est dans sa bibliothèque. Elle regarde le Docteur et Donna entrer dans sa chambre.
L'histoire reprend du point de vue du Docteur. Lui et Donna arrivent au LIe siècle dans un dépôt de livres de taille planétaire appelé La Bibliothèque. Le Docteur répond à un message présent sur son papier psychique. Cependant, à leur arrivée, ils trouvent la bibliothèque vide. Le Docteur recherche un ordinateur à proximité pour obtenir des informations et on lui dit qu'il n'y a pas d'humains dans la bibliothèque, mais des millions de signes de vie non humains.
Ils arrivent à un point d'information qui les avertit de compter leurs ombres, quand ils se rendent compte que les lumières du plafond s’éteignent une par une. Souhaitant s’éloigner de cette obscurité, ils se retrouvent dans un bureau où ils rencontrent une caméra de sécurité volante qui réagit difficilement quand le Docteur utilise son tournevis sonique sur elle. Ils consultent un autre point d'information et on leur dit que la bibliothèque s'est scellée d’elle-même, mais qu'elle a été forcée et que d'autres arrivent.
À ce moment-là, une équipe d'explorateurs dirigée par l'archéologue River Song, et financée par Strackman Lux, dont le grand-père a construit la bibliothèque, arrive. L'équipe est venue afin de comprendre pourquoi la bibliothèque s'est scellée 100 ans auparavant. River agit comme si elle connaissait le Docteur et possède un journal avec une couverture décorée comme le TARDIS. Elle lui révèle que c'est elle qui a envoyé le message à son papier psychique, et découvre que ce docteur est une version plus jeune que celle qu'elle a déjà rencontrée. Consciente qu'il ne la connaît pas encore, River refuse d’en dire davantage.
Le système d'opération de la Bibliothèque semble être connecté à l'esprit d'une jeune fille vivant dans une famille britannique du XXIe siècle. Lorsque le Docteur essaie d'accéder aux ordinateurs de la bibliothèque, la fille provoque la chute des livres. Les événements qui se passent dans la bibliothèque lui apparaissent à la télévision. Le docteur Moon rend, de nouveau, visite à la jeune fille, dans le but de lui expliquer que la bibliothèque, qu’elle croit imaginer, est réelle et que son monde réel est un mensonge. Il fait tout pour essayer de sauver les gens présents dans la bibliothèque.
Pendant ce temps, dans la bibliothèque, le Docteur explique qu'ils sont entourés par des Vashta Nerada, des créatures qui apparaissent sous forme d’ombre. Il explique que toutes les planètes en ont, mais qu'habituellement, ces créatures sont en nombre beaucoup plus petit et pas aussi agressives. Il les décrit comme des « piranhas des airs » - capable de dévorer la chair de n'importe quel organisme en quelques secondes. En guise de démonstration, le Docteur lance une cuisse de poulet dans une ombre, où elle est instantanément ‘’changée’’ en os. Mlle Evangelista, la secrétaire légèrement écervelée de Lux, est distraite par une porte qui s'ouvre et l'étudie. C’est alors qu’elle est attaquée par les Vashta Nerada, qui la tuent en dévorant toute sa chair. Le Docteur et Donna apprennent que l'équipe porte des dispositifs de communication pouvant conserver leurs pensées même après la mort, et sont gênés d'entendre Mlle Evangelista toujours en train de parler mais devenir confuse. Au fur et à mesure que son dispositif se dégrade, elle se répète jusqu'à ce que River finisse par éteindre son costume.
L'équipe est interrompue quand elle remarque que son pilote, Proper Dave, a soudainement deux ombres. Le Docteur suggère d'utiliser son tournevis sonique pour rendre les combinaisons spatiales plus opaques et il est surpris de voir River utiliser un tournevis sonique semblant plus avancé que le sien. Ils scellent Dave dans son costume, mais les Vashta Nerada sont déjà à l’intérieur et tuent le pilote, ne laissant que son squelette. Les créatures animent le costume de Dave et l'utilisent pour commencer à courir après les autres. Le Docteur essaie de téléporter Donna au TARDIS pour sa sécurité, mais quelque chose ne va pas et Donna ne se matérialise pas correctement. Tandis que l'équipe continue à fuir le costume de Dave, le Docteur tombe sur un point d'information et est horrifié quand il y découvre le visage de Donna. Celui-ci explique que Donna a quitté la bibliothèque et a été sauvée. 
Le Docteur se retrouve piégé par le costume qui approche d'un côté et les ombres qui avancent de l'autre…

## Continuité
- Le pistolet carré utilisé par le professeur River Song durant l'épisode est le même que celui utilisé par le capitaine Jack Harkness dans l'épisode Le Docteur danse. Le scénariste Steven Moffat explique qu'il est resté dans le TARDIS après l'épisode À la croisée des chemins et que River Song l'a pris dans un épisode qui n'a pas été vu[2].
- River Song mentionne être "sortie avec un android", chose qui est confirmé dans Les Maris de River Song, chronologiquement antérieur à cet épisode de son point de vue.
- Le Docteur explique qu'il aime bien les petites boutiques, comme dans Une nouvelle Terre et La Loi des Judoons[2].
- Le site de la BBC de Doctor Who montre différents livres se trouvant dans la bibliothèque qui ont été écrits par des personnages de la série ou par des auteurs de la série. On trouve ainsi le manuel du TARDIS nommé Origin of the Universe (Destiny of the Daleks), La révolution française (An Unearthly Child), Le Journal des choses impossibles (La Famille de sang), Le Guide du voyageur galactique (écrit par le scénariste Douglas Adams), L'Everest en quelques jours (The Creature from the Pit) et Black Orchid (Black Orchid).
- Le Docteur s'aperçoit que la bibliothèque est vide et qu'il n'y a personne, Donna répond que c'est peut-être dimanche, Ian Chesterton, le compagnon du Premier Docteur disait la même chose à Londres dans l'épisode The Dalek Invasion of Earth.

## Production

### Casting
Pour le rôle de River Song, Russell T Davies voulait une « sorte de femme du Docteur », et la production a même pensé à Kate Winslet étant donné que l'un de ses premiers rôles était dans la série de la BBC Dark Season écrit par Davies. Le rôle de River Song alla finalement à Alex Kingston, une autre actrice adorée par Davies, connue pour avoir joué dans plusieurs saisons de Urgences.

### Lieux
De nombreuses scènes ont été filmées à la bibliothèque de Swansea,.